# هالک هوگان
تری جین بالیا (به انگلیسی: Terry Gene Bollea؛ ۱۱ اوت ۱۹۵۳ – ۲۴ ژوئیهٔ ۲۰۲۵) کشتی‌گیر و بازیگر اهل ایالات متحده آمریکا بود، که بیشتر با نام‌هاینام رینگ هالک هوگان و هالیوود هالک هوگان (به انگلیسی: Hulk Hogan) شناخته می‌شد. هوگان به‌جز کشتی گرفتن در زمینه‌های بازیگری، مجریگری، و خوانندگی و رانندگی مهارت داشت. او بیش از همه به فعالیت‌هایش در دبلیودبلیوئی و کشتی قهرمانی جهان (WCW) شناخته می‌شد. با ظاهر پرزرق‌وبرق، اندام قدرتمند، و سبیل نعل‌اسبی بلوند نمادین و دستمال‌سرهای همیشگی‌اش، هوگان به‌عنوان یکی از شناخته‌شده‌ترین چهره‌های کشتی حرفه‌ای در سراسر جهان، محبوب‌ترین کشتی‌گیر دههٔ ۱۹۸۰، و از بزرگ‌ترین کشتی‌گیران حرفه‌ای تاریخ شناخته می‌شد.
هوگان فعالیت حرفه‌ای خود را در کشتی در سال ۱۹۷۷ آغاز کرد، اما پس از پیوستن به فدراسیون جهانی کشتی (WWF) در دسامبر ۱۹۸۳ به شهرت جهانی دست یافت. شخصیت وطن‌پرستانهٔ قهرمان‌محور او، نقش مهمی در رونق کشتی حرفه‌ای در دههٔ ۱۹۸۰ ایفا کرد و در هشت دوره از نه دورهٔ نخست رویداد سالانهٔ رسلمانیا—شامل نسخه‌های ۱، ۲، ۳، ۵، ۶، ۷، ۸ و ۹—عنوان مبارزهٔ اصلی را به‌عهده داشت. او همچنین به‌طور منظم ستارهٔ برنامهٔ ستردی نایتز مین اونت و نسخهٔ فرعی آن د مین اونت بود. در این دوره، پنج مرتبه قهرمان WWF شد و سلطنت ۱۴۷۴ روزهٔ او، طولانی‌ترین دوران قهرمانی در عصر رسلمانیا محسوب می‌شود. هوگان نخستین کشتی‌گیری بود که دو سال پیاپی در مسابقات رویال رامبل (در سال‌های ۱۹۹۰ و ۱۹۹۱) پیروز شد. مسابقهٔ او با آندره د جاینت در برنامهٔ تلویزیونی دبلیودبلیواف د مین اونت در ۵ فوریهٔ ۱۹۸۸، همچنان با رتبه 15/2 از سوی نیلسن و ۳۳ میلیون بیننده، رکورددار بیننده در تاریخ تلویزیون آمریکا برای کشتی است.
در سال ۱۹۹۳، هوگان از WWF جدا شد تا فعالیت در سینما و تلویزیون را پی بگیرد، اما در سال ۱۹۹۴ با سازمان رقیب WCW به دنیای کشتی بازگشت. او شش بار قهرمان سنگین‌وزن WCW شد و رکورد طولانی‌ترین دوران قهرمانی را نیز داراست. در سال ۱۹۹۶، با پذیرش شخصیت منفی هالیوود هالک هوگان بار دیگر به اوج رسید و رهبری گروه نیو ورد اوردر را برعهده گرفت؛ اقدامی که او را به چهرهٔ کلیدی در دورهٔ «جنگ دوشنبه‌ شب» میان WWF و WCW بدل کرد، و موج دوم شکوفایی کشتی حرفه‌ای را رقم زد. هوگان سه بار ستارهٔ اصلی رویداد سالانهٔ WCW به‌نام Starrcade بود (در سال‌های ۱۹۹۴، ۱۹۹۶ و ۱۹۹۷) که نسخهٔ ۱۹۹۷ پرفروش‌ترین پرداخت‌به‌ازای‌تماشا (PPV) تاریخ WCW شد.
پس از خرید WCW توسط WWF در سال پیش از آن، هوگان در سال ۲۰۰۲ به WWF بازگشت و عنوان قهرمان بی‌چون‌وچرای WWF را برای ششمین بار (با احتساب رکورد آن زمان) کسب کرد. او در سال ۲۰۰۳ مجدداً از WWE جدا شد، اما در سال ۲۰۰۵ به تالار مشاهیر دبلیودبلیوئی پیوست و در سال ۲۰۲۰ برای بار دوم، این‌بار به‌عنوان عضو گروه nWo، به‌صورت گروهی تقدیر شد. هوگان همچنین در سازمان‌های دیگر مانند انجمن کشتی آمریکا (AWA)، نیو ژاپن پرو-رسلینگ—که نخستین برندهٔ نسخهٔ اولیهٔ عنوان IWGP سنگین‌وزن بود—و توتال نان‌استاپ اکشن رسلینگ (TNA) نیز فعالیت داشت.
در دوران کشتی و پس از آن، هوگان در عرصهٔ بازیگری نیز کارنامه‌ای گسترده دارد که با نقش‌آفرینی در فیلم راکی ۳ (۱۹۸۲) آغاز شد. او در چند فیلم دیگر مانند کماندوی فضایی ایفای نقش کرد. همچنین، در تبلیغات برند رایت گارد و بازی رایانه‌ای Hulk Hogan's Main Event (محصول ۲۰۱۱) نیز دیده شد. هوگان همچنین خوانندهٔ اصلی گروه موسیقی Wrestling Boot Band بود که تنها آلبوم‌شان با نام Hulk Rules در سال ۱۹۹۵ به رتبهٔ ۱۲ جدول فروش تاپ کید بیلبورد رسید.

## دوران حرفه‌ای
هوگان کار خود را از شرکت قهرمانی دبلیودبلیوئی آغاز کرد و تا اواسط دههٔ نود با نام هالیوود هالک هوگان حضور داشت؛ سپس به گروه نیو ورد اوردر پیوست و به‌عنوان رئیس گروه، به همراه اسکات هال و کوین نش قهرمانی‌های زیادی به دست آورد.
او افرادی چون رندی سَویج، اسلایتر، آندره د جاینت، رندی اورتون، تریپل اچ و  شاون مایکلز  د راک و  آلتیمیت واریور را در کشتی کج شکست داده بود.
او از چهره‌های سرشناس تاریخ رسلمانیا محسوب می‌شود و با عنوان «سلطان رسلمانیا» شناخته می‌شد. از مهم‌ترین پیروزی‌های او می‌توان به شکست آندره جاینت در رسلمانیا ۳، پیروزی بر کینگ کایند بادی در رسلمانیا ۲ و غلبه بر رندی سویج و اسلایتر در رسلمانیا ۷ اشاره کرد. همچنین، او در کارنامه خود شکست‌های قابل توجهی را نیز تجربه کرده است، از جمله باخت به آندرتیکر در فینال قهرمانی جهان (۱۹۹۱)، شکست از گلدبرگ (۱۹۹۸) و باخت به التمیت واریر (۲۰۰۱).
از جمله افتخارات هوگان در دابلیو دابلیو ای می‌توان به دوازده بار قهرمانی سنگین‌وزن، پیروزی در دو مسابقهٔ رویال رامبل در سال‌های ۱۹۹۰ و ۱۹۹۱، شش بار قهرمانی دابلیو دابلیو ای و قهرمانی تگ تیم به همراه اج نام برد. نام هوگان به‌عنوان اولین نفری که دو بار پشت‌سرهم برندهٔ رویال رامبل شد و همچنین کسی که بیشترین زمان قهرمانی سنگین‌وزن را نگاه داشته، ثبت شده است. هوگان در سال ۲۰۰۵ به جمع تالار مشاهیر قهرمانی دبلیودبلیوئی رسید.

### فینال ۱۹۹۱
هالک هوگان تا سال ۱۹۹۱ به‌عنوان قهرمان مسلط WWF شناخته می‌شد و شکست‌ناپذیر به نظر می‌رسید تا اینکه آندرتیکر، پس از یک سال حضور در فدراسیون، به فینال مسابقات سروایور سریز ۱۹۹۱ راه یافت. با وجود پیش‌بینی بسیاری از تماشاگران مبنی بر شکست آندرتیکر، این مسابقه حدود ۱۴ دقیقه و ۳۰ ثانیه به طول انجامید و در نهایت، با مداخله ریک فلر و استفاده از صندلی، آندرتیکر موفق شد هالک هوگان را شکست دهد و به‌عنوان قهرمان جدید کمربند WWF معرفی شود. پس از مسابقه، آندرتیکر کمربند را دریافت کرد و سالن را ترک کرد. هوگان نیز سال‌ها بعد در یک مصاحبه اشاره کرد که پس از این مسابقه، حدود چهار دقیقه طول کشید تا به هوش آید.

## فیلم‌شناسی
| سال  | عنوان                        | نقش       | یادداشت |
| ---- | ---------------------------- | --------- | ------- |
| ۱۹۸۲ | راکی ۳                       | تاندِرلیپس |         |
| ۱۹۸۳ | کد بیمینی                    |           |         |
| ۱۹۸۹ | No Holds Barred              |           |         |
| ۱۹۹۰ | گرملین‌ها ۲                   |           |         |
| ۱۹۹۱ | کماندوی فضایی                |           |         |
|      | آقای دایه                    |           |         |
|      | رعد و برق در بهشت            |           |         |
| ۱۹۹۶ | ضد جاسوسی                    |           |         |
|      | باشگاه مأمور مخفی            |           |         |
|      | بابانوئل با ماهیچه‌ها         |           |         |
| ۱۹۹۸ | جزیره مک سینزی               |           |         |
| ۱۹۹۸ | ۳ نینجا: ظهر بلند در کوه مگا | دیو اژدها |         |
|      | The Ultimate Weapon          |           |         |
|      | ماپت‌های فضایی                |           |         |
|      | هرکول کوچولو                 |           |         |
|      | نومئو و ژولیت                |           |         |

## درگذشت
هوگان در ۲۴ ژوئیه ۲۰۲۵ در سن ۷۱ سالگی در خانه خود در کلیرواتر بر اثر ایست قلبی درگذشت. مرگ او یک ماه پس از انجام عمل جراحی بزرگ جوش دادن ستون فقرات رخ داد؛ همسرش، اسکای، گزارش‌هایی مبنی بر اینکه این عمل بخشی از یک مشکل جدی‌تر مرتبط با سلامتی بوده است را رد کرد. جیمی هارت، دوست هوگان، در مصاحبه‌ای با مجله پیپل اظهار داشت که سلامت هوگان "یک شبه" ناگهان تغییر کرد. هارت تا زمان عمل جراحی گردن هوگان در ژوئن ۲۰۲۵ به طور منظم با هوگان ملاقات می‌کرد و با او در تماس بود. هارت گفت که هوگان در دوران نقاهت پس از عمل جراحی، هیچ دوستی نداشت که حضوری به ملاقاتش بیاید، چه در بیمارستان و چه در خانه‌اش، و هوگان می‌خواست مطمئن شود که هیچ عفونت یا چیز دیگری، مثلاً اگر کسی سرما خورده باشد یا چیزی آورده باشد، به او نرسد.